# مرفق (بناء)
المرفق في تخطيط استخدام الأراضي والعقارات هو ما يُنظر إليه على أنه يفيد العقار (كالفندق) ويساهم في التمتع به فيزيد من قيمته.